# Lene Lund Høy Karlsen
Lene Lund Høy Karlsen (tidligere Lene Lund Nielsen, født 8. juni 1979 i Gudbjerg) er en dansk, tidligere håndboldspiller, der sidst spillede i Viborg HK indtil 2010.

## Karriere
Hun startede som håndboldspiller i GOG. Efter et par afstikkere til andre mindre fynske klubber fik hun sit gennembrud som stregspiller på GOG's førstehold, og hun var her blandt andet med til at vinde DM-bronze i 2003. Med Tonje Kjærgaards stop på landsholdet blev der plads til Lene Lund, der ret hurtigt viste sig at have robustheden til at begå sig på højeste niveau, og hun skiftede i 2005 til Viborg, hvor hun efter Olga Assink's stop etablerede sig som det ubestridte førstevalg på stregen. I sin første sæson der var hun med til at vinde såvel DM som Champions League. I sæsonen 2007-08 fik Lene Lund intern kamp om stregpladsen med den tyske landsholdsspiller Anja Althaus, der kom til Viborg HK fra den tyske klub Trier. Da Lene Lunds kontrakt med Viborg udløb i 2010, blev den ikke forlænget, og reelt stoppede hun før den tid på grund af graviditet.
I anden halvdel af 2000'erne var Lene Lund en fast del af landholdstruppen, og hun deltog i flere slutrunder: VM 2005, EM 2006, EM 2008 og VM 2009. Hun har været bestyrelsesmedlem i Håndbold Spiller Foreningen.

## Privat
Hun er født i Gudbjerg.
Lene Lund Nielsen er uddannet sygeplejerske og i gang med en uddannelse som zoneterapeut.
Hun blev gift 20. juni 2009 med Henrik Høy Karlsen i Gudbjerg Kirke.